# Paraherbaspirillum
Paraherbaspirillum es un género de bacterias gramnegativas de la familia Oxalobacteraceae. Actualmente (2024) contiene una sola especie: Paraherbaspirillum soli. Fue descrito en el año 2013. Su etimología hace referencia a similitud con Herbaspirillum. Es aerobia e inmóvil. Tiene un tamaño de 0,6-0,8 μm de ancho por 1,1-3 μm de largo. Catalasa y oxidasa positivas. Forma colonias amarillas en agar R2A tras 2 días de incubación. También crece en NA, pero no en TSA ni MacConkey. Temperatura de crecimiento entre 5-30 °C, óptima de 28-30 °C. Tiene un contenido de G+C de 59%. Se ha aislado del suelo en la isla Jeju, Corea del Sur. 